# Ancema blanka
Ancema blanka är en fjärilsart som beskrevs av De Nicéville 1895. Ancema blanka ingår i släktet Ancema och familjen juvelvingar. Inga underarter finns listade i Catalogue of Life.

## Bildgalleri

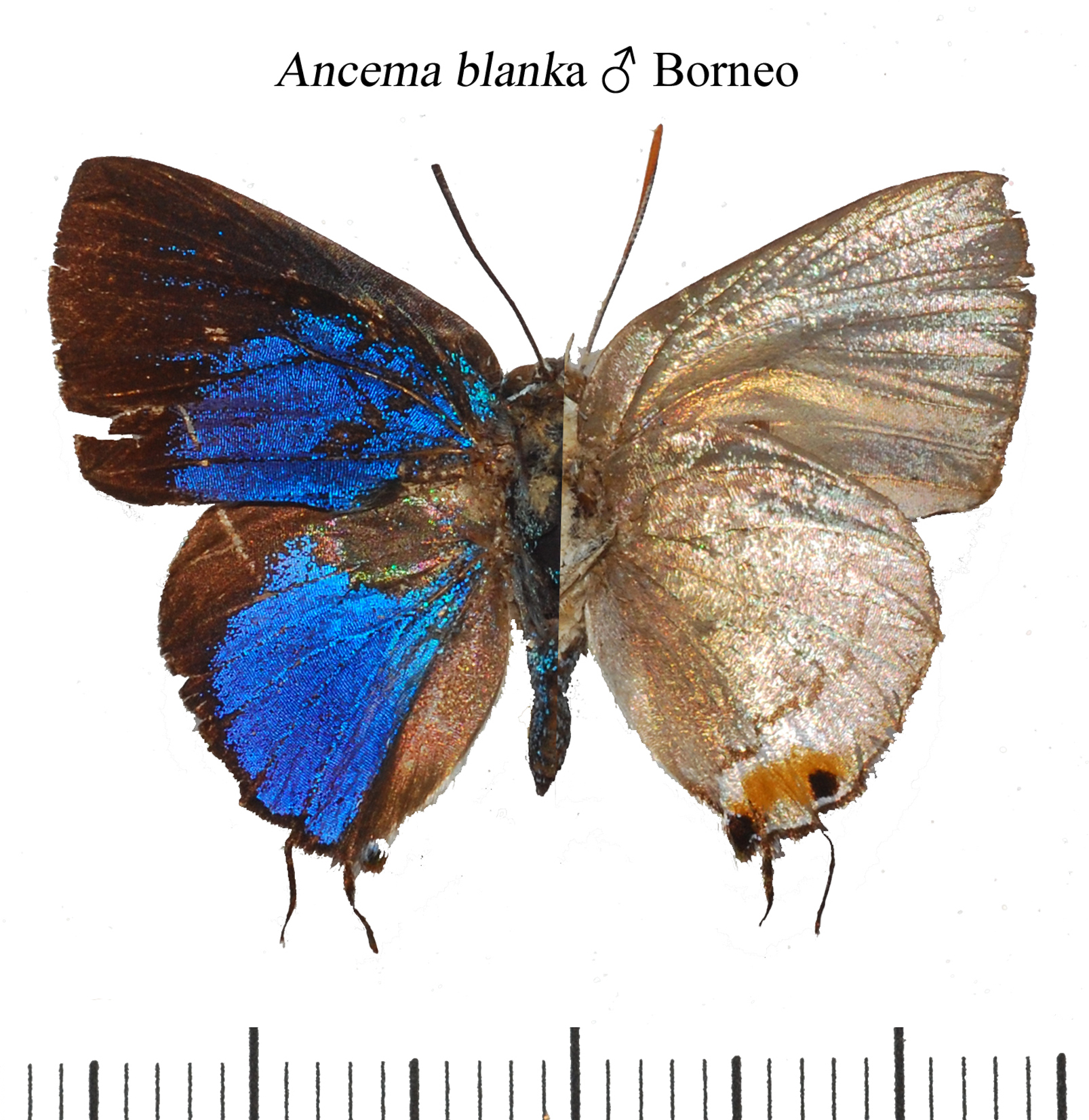
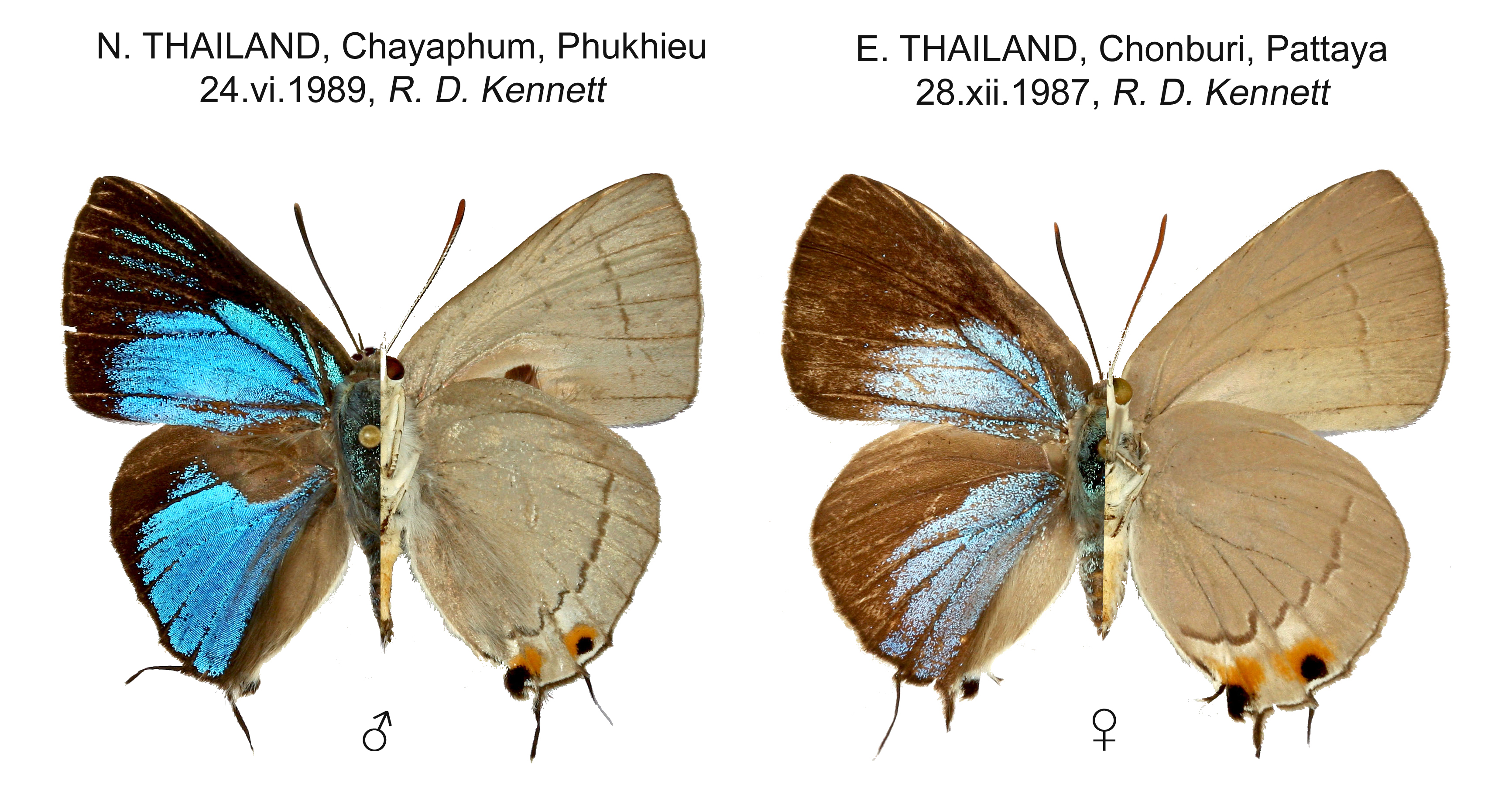
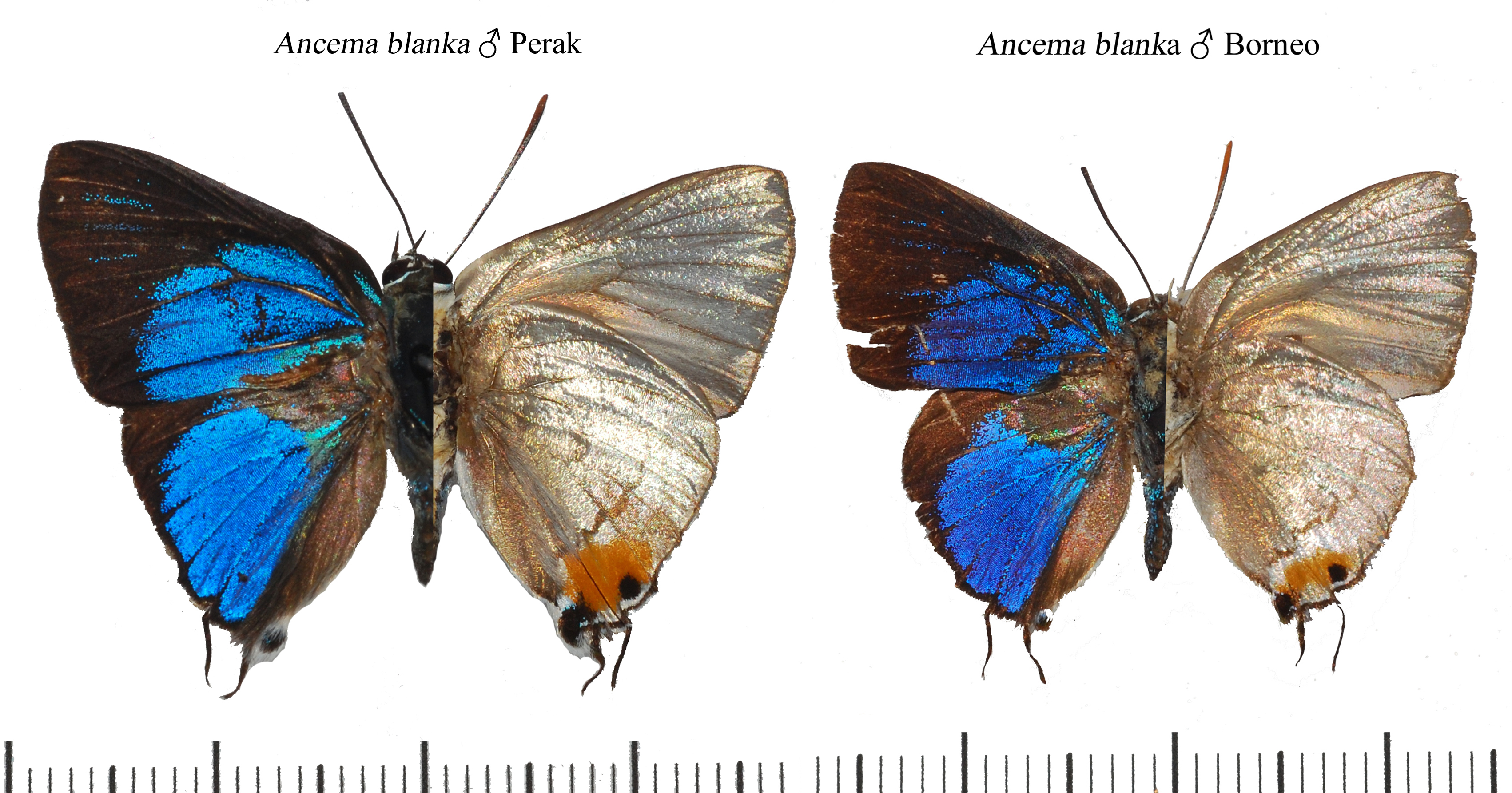
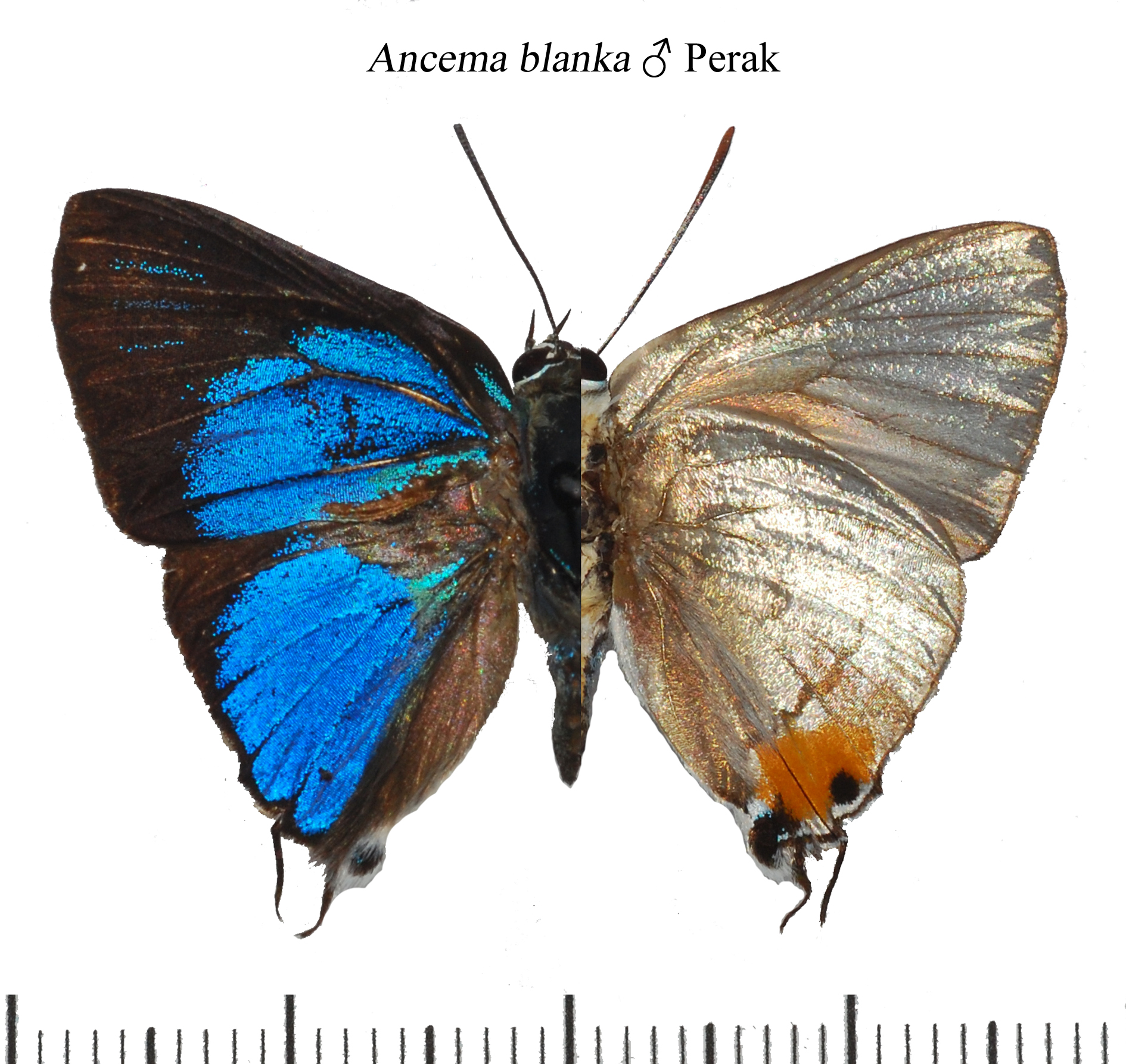
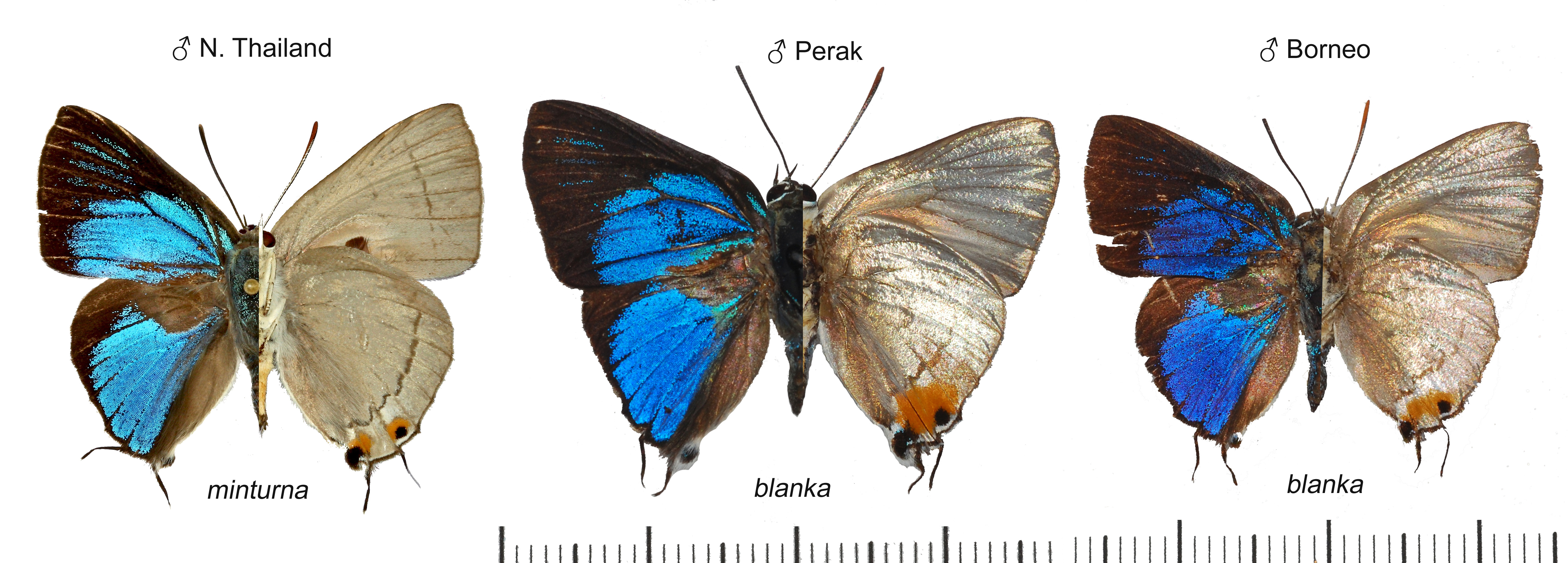